# Жак Анрі де Дюрфор
Жан Анрі де Дюрфор (фр. Jacques Henri de Durfort; 9 жовтня 1625, Дюрас — 12 жовтня 1704, Париж) — військовий та державний діяч Французького королівства, герцог де Дюра, маршал Франції.

## Життєпис
Походив з гієнського шляхетського роду. Старший син Гі Алдонс I де Дюрфора, маркіза Дюра, та Єлизавети (доньки Анрі де ла Тур д'Овернь, герцога Бульонського). Народився 1625 року. Здобув гарну та всебічну освіту.
Розпочав службу в кінноті під орудою вуйка Анрі де Тюренна, від якого отримав звання капітана. Відзначився в битвах при Маріендале та Аллегргані під час Тридцятирічної війни.
Потім служив в принца Людовика де Конде. Підтримував останнього з початком Фронди 1649 року. 1651 року приєднався до війська Конде. Разом з останнім перейшов на службу до Іспанії. Лише 1657 року повернувся на французьку службу, отримавши звання генерал-лейтенанта.
Відзначився в 1674 році під час захопленні іспанської провінції Франш-Конте. 1675 року був призначений її губернатором. Невдовзі отримав звання маршала Франції.
З початком війни Аугсбурзької ліги 1688 року успішно керував обороною Філіпсбургу в Трірському арїієпископстві. 1689 року також тривало обороняв Майнц. Того ж року отримав звання герцога-пера де Дюра. Після 1690 року звільнився зі служби. Помер 1704 року.

## Родина
Дружина — Маргарита Феліція, донька Луї-Карла де Леві, герцога Вентадур
Діти:
- Жак-Анрі (1670—1697)
- Жан-Батист (1684—1770), 2-й герцог де Дюра
- Луї
- Шарлотта Фелісія (д/н—1730), дружина Поля Жюля де Ла-Порта, герцога Мазаріні
- Луїза Бернардіна (д/н—1747), дружина Жан-Франсуа-Поля де Бонне де Крекі